# Quanzhou
Quanzhou (kineski: 泉州, pinyin: Quánzhōu za „Proljetna prefektura”; hokkien: 刺桐城, Chôan-chiu) je grad-prefektura kineske pokrajine Fujian, na jugoistoku Kine. Graniči sa svim drugim gradovima na razini prefekture osim dva (Ningde i Nanping) i nalazi se na obali Tajvanskog tjesnaca. Quanzhou ima površinu od 11.218,91 km² i  prema nacionalnom popisu stanovništva NR Kine iz 2020. godine imao je 6.669.711 stanovnika.
U nekim starijim kartama se navodi pod imenima Chinchew, Chinchu ili Zaitun (arapski زيتون za „grad maslina”, kako ga je nazvao Ibn Batuta). Ovaj posljednji naziv je poslužio za francuski naziv posebne tkanine koja je potjecala iz ovog grada u srednjem vijeku, saten. Naime, Quanzhou je bio prva postaja pomorskog puta svile koji je završavao u Egiptu i od tada je bio jako povezan s islamskim arapskim svijetom.
Quanzhou je poznat po izvornoj Hokkien kulturi i jedinstvenoj mješavini vjerskih građevina u Starom gradu iz razdoblja kada je bio središte srednjovjekovne pomorske trgovine. Ovi spomenici su upisani na UNESCO-v popis mjesta svjetske baštine u Aziji u srpnju 2021. god. kao „Emporij Song-Yuan Kine”

## Zemljopisne odlike
Grad leži na kopnu između dva ušća rijeka, Jin i Luo, koje utječu u istoimeni Quanzhou zaljev na obali Tajvanskog tjesnaca. Quanzhou ima površinu od 11.218,91 km² i prostire se od mora na istoku prema brdovitom i planinskom zapadu pokrajine, gdje graniči s  Longyanom na jugozapadu i Sanmingom na sjeverozapadu, te Putianom na sjeveru. Ovo područje je povezano s gradovima Xiamen na jugu i Zhangzhou na zapadu, te s njima čini metropolijsko područje od preko 5 milijuna stanovnika. 

## Povijest
Područje Quanzhoua je bilo izvan utjecaja dinastija Qin i Han jer su njihovi putovi dosezali samo zapadno od Fujiana i duž kanala Lingqu. No, u doba Južnih i sjevernih dinastija (420. – 589.) dinastija Chen je 568. godine osnovala regiju Fengzhou (丰州) kao bazu svojih vojnih operacija. No, već 590ih regiju osvaja general Yang Su iz dinastije Sui. Nakon što ovu regiju osvaja dinastija T'ang 718. god., između dva ogranka ušća rijeke Jin osnovan je grad Quanzhou kao središte pokrajine Jinjiang (晋江县). 
Otprije povezan s unutarnjim Fujianom cestama i kanalima, Quanzhou je postao međunarodno značajan u prvom stoljeću vladavine dinastije Song. Quanzhou je dobio „Ured za pomorsku trgovinu” 1079. ili 1087. god. i funkcionirao je kao početna točka pomorskog puta svile i za dinastije Yuan, zasjenivši i kopnene trgovačke rute i Guangzhou. Natpis iz 1095. god. bilježi dva konvoja, svaki od dvadeset brodova, koji svake godine pristižu iz južnih mora. Pomorska trgovina Quanzhoua doprinjela je razvoju industrije keramike, šećera, alkohola i soli u tom području. Devedeset posto Fujianove proizvodnje keramike u to vrijeme bio je seladon boje žada, proizveden za izvoz. Tamjan je bio toliko željen uvoz da su unapređenja trgovačkih nadzornika u Guangzhouu i Quanzhou bila vezana uz iznos koji su mogli donijeti tijekom svog mandata. Tijekom ovog razdoblja Quanzhou je bio jedna od najvećih i najkozmopolitnijih morskih luka na svijetu, istinski emporij svjetskih bogatstava. O tomu svjedoče i brojni nadgrobni spomenici iz ovog razdoblja, pisani na kineskom, arapskom, sirskom i latinskom jeziku.
U izvješću iz 1206. god. navedeni su trgovci iz Arabije, Irana, indijskog potkontinenta, Sumatre, Kambodže, Bruneja, Jave, Champe, Burme, Anadolije, Koreje, Japana i gradova-država Filipina. Jedan od gradskih carinskih inspektora, Zhao Rugua, završio je svoj opširni „Opis barbarskih naroda” oko 1225. god., bilježeći ljude, mjesta i predmete uključene u kinesku vanjsku trgovinu u njegovo doba. Drugi carski zapisi iz tog vremena koriste ga kao nulti miljokaz za udaljenosti između Kine i stranih zemalja. Tamilski trgovci izrezbarili su idole Višnua i Šive i izgradili hinduističke hramove u Quanzhouu.
Međutim, tijekom 13. stoljeća prosperitet Quanzhoua je opao zbog nestabilnosti među njegovim trgovačkim partnerima i sve većih ograničenja koja je uvela dinastija Song u pokušaju da ograniči odljev bakrene i brončane valute iz područja koja su bila prisiljena koristiti hiperinflacijski papirnati novac. Nadalje, sve veći značaj Japana za kinesku vanjsku trgovinu pogodovao je sjevernoj luci Ningbo na račun Quanzhoua.
Pod mongolskom dinastijom Yuan, 1277. godine u gradu je uspostavljen Ured nadzornika vanjske trgovine, zajedno s onima u Šangaju, Ningbou i Guangzhou. Bivši nadzornik dinastije Song, Pu Shougeng, arapski ili perzijski musliman, zadržan je na novom mjestu i on je koristeći svoje kontakte jako uspješno obnovio gradsku trgovinu pod novim vladarima. Do 1280-ih Quanzhou je ponekad služio kao glavni grad pokrajine Fujian, a njegovo stanovništvo je 1283. godine brojalo oko 455.000, dok su glavni predmeti trgovine bili su papar i drugi začini, drago kamenje, biseri i porculan. To je bila polazišna točka povratne ekspedicije Marka Pola 1292. godine, koja je pratila 17-godišnju mongolsku princezu Kököchin do njezina zaručnika u perzijskom Ilkhanatu. Nekoliko desetljeća kasnije, to je bila točka dolaska i polaska za Ibn Batutu. Marko Polo je zabilježio da su carevi Yuana ostvarili „ogromnu zaradu” od svojih 10% dažbina na trgovinu u luci. On je luku Quanzhoua nazvao „jednom od dva najveća trgovačka utočišta na svijetu” i „Aleksandrijom Istoka”. Ibn Batuta ju je jednostavno nazvao „najvećom lukom na svijetu”. Također, Kublaj-kanove invazije na Japan i Javu isplovile su prvenstveno iz ove luke. Islamski geograf Abulfeda zabilježio je, oko 1321., da su njegove gradske zidine uništili Mongoli. Sredinom 1320-ih, fra Odorik je zabilježio dva franjevačka samostana u gradu, ali je priznao da su budistički samostani bili mnogo veći, s preko 3000 redovnika u jednom.
Nakon brojnih zakona kojima se pokušala ograničiti utjecaj muslimanskih trgovaca u gradu, sredinom 14. stoljeća muslimani su se počeli buniti protiv mongolske vladavine. Od 1357.-1367. muslimanski perzijski garnizon Yisibaxi pokrenuo je otvorenu pobunu protiv dinastije Yuan u Quanzhouu i južnom Fujianu („Ispah buna”). Na koncu, lojalističke snage dinastije Yuan iz pokrajine Fuzhoua porazile su muslimanske pobunjenike 1367. god. nakon što je muslimanski pobunjenički časnik po imenu Jin Ji prebjegao iz Yawune. Pobjednički general Chen Youding nastavio je provoditi progon sunitske zajednice, koji je kulminirao u događaju koji je ostao poznat kao „Trodnevni masakr stranaca”. Emigranti koji su pobjegli od progona raspršili su se po cijeloj jugoistočnoj Aziji, što je eventualno dovelo do razvoja Islama u ovom području.
Dinastija Ming je protjerala službenike dinastije Yuan 1368. god. i počela je provoditi politiku obeshrabljivanja međunarodne trgovine nametanjem teških državnih danaka. Do 1473. godine trgovina je toliko opala da je Quanzhou prestao biti carinsko sredipte Fujiana, a japanski i kineski pirati (Wakō) su doveli do potpunog gašenja luke 1522. god.
Nakon pada Minga i uspostave mandžurijske dinastije Qing, došlo je do uvođenja potpune „zabrane plovidbe” (Hăijìn 海禁) što je dovelo do velike seobe ribara u unutrašnjost, sve do Yongchuna i Anxija, ali i nasilnih napada na obitelji iz Guangdonga koje su Qing vlasti doselile u grad. Prenaseljeni grad zahvatili su brojni valovi emigracije prema jugoistočnoj Aziji i Tajvanu.
U 19. stoljeću, Quanzhou je imao zidine duge 11-13 km i postao je privlačan trgovcima opijuma koji se tu smještaju po kraju prvog opijumskog rata. Oko 1862. god. u gradu je osnovana i protestantska misija, dok je luka trgovala čajem, šećerom, duhanom, porculanom i nankin tkaninom. No, od polovice 19. stoljeća do Prvog svjetskog rata riječne pješčane naslage su onemogućile čak i kineskim džunkama pristup luci. Grad je ostao veliko i unosno središte, ali se pomorski promet obavljao kroz luku u zaljevu Anhai, istočno od grada.
Postrojbe kineskih komunista okupirale su ove zemlje u završnoj fazi građanskog rata, u kolovozu 1949., ali je otočje Kinmen ostalo pod kontrolom Kuomintanga.
Nakon osnutka NRK-a 1949. osnovana je Posebna regija Quanzhou (泉州专区) koja se sastoji od 10 okruga, a 1955. god. preimenovana je u Posebna regija Jinjiang (晋江专区). Dana 14. svibnja 1985. god. Državno vijeće Narodne Republike Kine raspustilo je okrug Jinjiang i grad Quanzhou i uspostavilo gradsku prefekturu Quanzhou, a područje bivše urbanog okruga Quanzhou postalo je unutar njega okrug Licheng.

## Znamenitosti
Quanzhou je nacionalni povijesni i kulturni grad i rijedak po broju kulturnih spomenika južne Kine. Tu se nalaze 32 mjesta zaštićenih ključnih nacionalnih spomenika kulture, uključujući 11 u urbanom području i desetke u njegovoj bližoj okolici.
Quanzhou je napredovao tijekom vrlo značajnog razdoblja za pomorsku trgovinu u Aziji i njegovi brojni spomenici predstavljaju živi pomorski trgovački grad (emporij) iz razdoblja dinastija Song i Yuan (10. - 14. stoljeće), ali i njegovu povezanost s kineskim zaleđem. Zaštićeni spomenici su vjerski objekti, poput džamije Qingjing iz 11. stoljeća, jedne od najranijih islamskih građevina u Kini, islamske grobnice i širok spektar arheoloških ostataka: upravne zgrade, kamene dokove koji su bili važni za trgovinu i obranu, nalazišta keramike i proizvodnje željeza, elementi gradske prometne mreže, drevni mostovi, pagode i natpisi. 
Budistički hram Kaiyuan (开元寺, Kāiyuán Sì) je ogroman hramski kompleks izgrađen za vrijeme dinastije Song neposredno izvan centra grada. Iako je samo djelomično očuvan, još uvijek zauzima površinu od 6000 četvornih metara (s okolicom 78.000 m²). Podržavaju ga dvije dominantne pagode dodane u 13. stoljeću, koje su vrlo solidno građene i preživjele su ne samo nekoliko potresa nego i Kulturnu revoluciju. Pagode su, kao i glavna dvorana, ukrašene dragocjenim rezbarijama. Na zapadnom kraju kompleksa stoji stara murva, iz koje legenda kaže da su se pojavili lotosovi cvjetovi, što je potaknulo gradnju hrama, a zaslužno je i za nadimak hrama, „Hram cvijeta lotosa”.
Muslimanska džamija Qingjing (清淨寺, Qīngjìng Sì) također je samo djelomično očuvana, ali je osnovana oko 1009. godine, što je čini jednom od najstarijih džamija koje još uvijek postoje u Kini. Budući da ima vrlo arapski stil prema kineskim standardima, to je dokaz koliko je broj arapskih stanovnika u Quanzhouu morao biti tijekom procvata grada.
Taoistički hram Tonghuai Guanyue (通淮关岳庙, Tōnghuái Guānyuè Miào ), kolokvijalno se uglavnom naziva hram Tumen Guandi (涂门关帝庙, Tōnghuái Guāndì). Hram je posvećen junacima Guan Yuu, Yue Feiju i filozofu Konfuciju. Ovaj vrlo živahan hram čuvaju kipovi čuvara u prirodnoj veličini na konjima. Unutar hrama možete vidjeti zidne gravure koje prikazuju scene iz života Guan Yua.
"Pomorski muzej povijesti prekomorskog prometa" (泉州海外交通史博物馆, Hǎiwài Jiāotōngshǐ Bówùguǎn ) prikazuje povijest pomorske trgovine koja je nekada učinila Quanzhou bogatim. Sadrži bezbroj modela brodova, uključujući one legendarnog admirala Zheng Hea , i ilustrira koliko je Kina bila ispred srednjovjekovne Europe.
- Dvorana Mahavira hrama Kaiyuan
- Pagoda Liusheng
- Džamija Qingjing (danas muzej)
- Dvorana Dacheng Konfucijanskog hrama Tonghuai Guanyue
- Dvorana Mahavira hrama Chengtian
- „Palača nebeske carice” (Tian Hou Gong), portal iznutra
- Hram Fashi Zhenwu
- Kameni kip Lao Cea na planini Qingyuan, Laojunyan
- Ostaci mosta Shunji
- Ruševine Dejimen gradskih vrata
- Bivša rezidencija Li Zhi
- Komemoracijski natpisi na liticama Jiuri
- Jedini sačuvani manihejski hram u Kini - Samostan Cao, Jinjiang
- Paviljon Shuixin na mostu Anping, Anhai
- Drevni grad Chongwu, Hui'an
- Muzej Quanzhoua

## Uprava
Administrativne podjele Quanzhoua su se često mijenjale tijekom povijesti, a danas je pod-pokrajinski grad (grad-prefektura) podijeljen na 4 distrikta (区 qu), tri gradske općine (县级市), četiri okruga (县xiàn) i dva posebna gospodarska distrikta.
| Zemljovid | Zemljovid | Zemljovid | Zemljovid | Zemljovid | Zemljovid | Ime               | Hanzi  | Pinyin        | POJ            | Površina (km²) | Populacija (2010.) | Gustoća (st./km²) |
| --- | --- | --- | --- | --- | --- | ----------------- | ------ | ------------- | -------------- | -------------- | ------------------ | ----------------- |
| Licheng Fengze Luojiang Quangang Hui'an okrug Anxi okrug Yongchun okrug Dehua County Shishi (grad) Jinjiang (grad) Nan'an (grad) Kinmen* okrug Bilješka: Kinmen svojata Kina ali upravlja ga i svojata i Tajvan. | Licheng Fengze Luojiang Quangang Hui'an okrug Anxi okrug Yongchun okrug Dehua County Shishi (grad) Jinjiang (grad) Nan'an (grad) Kinmen* okrug Bilješka: Kinmen svojata Kina ali upravlja ga i svojata i Tajvan. | Licheng Fengze Luojiang Quangang Hui'an okrug Anxi okrug Yongchun okrug Dehua County Shishi (grad) Jinjiang (grad) Nan'an (grad) Kinmen* okrug Bilješka: Kinmen svojata Kina ali upravlja ga i svojata i Tajvan. | Licheng Fengze Luojiang Quangang Hui'an okrug Anxi okrug Yongchun okrug Dehua County Shishi (grad) Jinjiang (grad) Nan'an (grad) Kinmen* okrug Bilješka: Kinmen svojata Kina ali upravlja ga i svojata i Tajvan. | Licheng Fengze Luojiang Quangang Hui'an okrug Anxi okrug Yongchun okrug Dehua County Shishi (grad) Jinjiang (grad) Nan'an (grad) Kinmen* okrug Bilješka: Kinmen svojata Kina ali upravlja ga i svojata i Tajvan. | Licheng Fengze Luojiang Quangang Hui'an okrug Anxi okrug Yongchun okrug Dehua County Shishi (grad) Jinjiang (grad) Nan'an (grad) Kinmen* okrug Bilješka: Kinmen svojata Kina ali upravlja ga i svojata i Tajvan. | Licheng distrikt  | 鲤城区 | Lǐchéng Qū    | Lí-siâⁿ-khu    | 52,41          | 404.817            | 7.724             |
| Licheng Fengze Luojiang Quangang Hui'an okrug Anxi okrug Yongchun okrug Dehua County Shishi (grad) Jinjiang (grad) Nan'an (grad) Kinmen* okrug Bilješka: Kinmen svojata Kina ali upravlja ga i svojata i Tajvan. | Licheng Fengze Luojiang Quangang Hui'an okrug Anxi okrug Yongchun okrug Dehua County Shishi (grad) Jinjiang (grad) Nan'an (grad) Kinmen* okrug Bilješka: Kinmen svojata Kina ali upravlja ga i svojata i Tajvan. | Licheng Fengze Luojiang Quangang Hui'an okrug Anxi okrug Yongchun okrug Dehua County Shishi (grad) Jinjiang (grad) Nan'an (grad) Kinmen* okrug Bilješka: Kinmen svojata Kina ali upravlja ga i svojata i Tajvan. | Licheng Fengze Luojiang Quangang Hui'an okrug Anxi okrug Yongchun okrug Dehua County Shishi (grad) Jinjiang (grad) Nan'an (grad) Kinmen* okrug Bilješka: Kinmen svojata Kina ali upravlja ga i svojata i Tajvan. | Licheng Fengze Luojiang Quangang Hui'an okrug Anxi okrug Yongchun okrug Dehua County Shishi (grad) Jinjiang (grad) Nan'an (grad) Kinmen* okrug Bilješka: Kinmen svojata Kina ali upravlja ga i svojata i Tajvan. | Licheng Fengze Luojiang Quangang Hui'an okrug Anxi okrug Yongchun okrug Dehua County Shishi (grad) Jinjiang (grad) Nan'an (grad) Kinmen* okrug Bilješka: Kinmen svojata Kina ali upravlja ga i svojata i Tajvan. | Fengze distrikt   | 丰泽区 | Fēngzé Qū     | Hong-te̍k-khu   | 132,25         | 529.640            | 4.005             |
| Licheng Fengze Luojiang Quangang Hui'an okrug Anxi okrug Yongchun okrug Dehua County Shishi (grad) Jinjiang (grad) Nan'an (grad) Kinmen* okrug Bilješka: Kinmen svojata Kina ali upravlja ga i svojata i Tajvan. | Licheng Fengze Luojiang Quangang Hui'an okrug Anxi okrug Yongchun okrug Dehua County Shishi (grad) Jinjiang (grad) Nan'an (grad) Kinmen* okrug Bilješka: Kinmen svojata Kina ali upravlja ga i svojata i Tajvan. | Licheng Fengze Luojiang Quangang Hui'an okrug Anxi okrug Yongchun okrug Dehua County Shishi (grad) Jinjiang (grad) Nan'an (grad) Kinmen* okrug Bilješka: Kinmen svojata Kina ali upravlja ga i svojata i Tajvan. | Licheng Fengze Luojiang Quangang Hui'an okrug Anxi okrug Yongchun okrug Dehua County Shishi (grad) Jinjiang (grad) Nan'an (grad) Kinmen* okrug Bilješka: Kinmen svojata Kina ali upravlja ga i svojata i Tajvan. | Licheng Fengze Luojiang Quangang Hui'an okrug Anxi okrug Yongchun okrug Dehua County Shishi (grad) Jinjiang (grad) Nan'an (grad) Kinmen* okrug Bilješka: Kinmen svojata Kina ali upravlja ga i svojata i Tajvan. | Licheng Fengze Luojiang Quangang Hui'an okrug Anxi okrug Yongchun okrug Dehua County Shishi (grad) Jinjiang (grad) Nan'an (grad) Kinmen* okrug Bilješka: Kinmen svojata Kina ali upravlja ga i svojata i Tajvan. | Luojiang distrikt | 洛江区 | Luòjiāng Qū   | Lo̍k-kang-khu   | 381,72         | 187.189            | 490               |
| Licheng Fengze Luojiang Quangang Hui'an okrug Anxi okrug Yongchun okrug Dehua County Shishi (grad) Jinjiang (grad) Nan'an (grad) Kinmen* okrug Bilješka: Kinmen svojata Kina ali upravlja ga i svojata i Tajvan. | Licheng Fengze Luojiang Quangang Hui'an okrug Anxi okrug Yongchun okrug Dehua County Shishi (grad) Jinjiang (grad) Nan'an (grad) Kinmen* okrug Bilješka: Kinmen svojata Kina ali upravlja ga i svojata i Tajvan. | Licheng Fengze Luojiang Quangang Hui'an okrug Anxi okrug Yongchun okrug Dehua County Shishi (grad) Jinjiang (grad) Nan'an (grad) Kinmen* okrug Bilješka: Kinmen svojata Kina ali upravlja ga i svojata i Tajvan. | Licheng Fengze Luojiang Quangang Hui'an okrug Anxi okrug Yongchun okrug Dehua County Shishi (grad) Jinjiang (grad) Nan'an (grad) Kinmen* okrug Bilješka: Kinmen svojata Kina ali upravlja ga i svojata i Tajvan. | Licheng Fengze Luojiang Quangang Hui'an okrug Anxi okrug Yongchun okrug Dehua County Shishi (grad) Jinjiang (grad) Nan'an (grad) Kinmen* okrug Bilješka: Kinmen svojata Kina ali upravlja ga i svojata i Tajvan. | Licheng Fengze Luojiang Quangang Hui'an okrug Anxi okrug Yongchun okrug Dehua County Shishi (grad) Jinjiang (grad) Nan'an (grad) Kinmen* okrug Bilješka: Kinmen svojata Kina ali upravlja ga i svojata i Tajvan. | Quangang distrikt | 泉港区 | Quángǎng Qū   | Chôan-káng-khu | 306,03         | 313.539            | 1025              |
| Licheng Fengze Luojiang Quangang Hui'an okrug Anxi okrug Yongchun okrug Dehua County Shishi (grad) Jinjiang (grad) Nan'an (grad) Kinmen* okrug Bilješka: Kinmen svojata Kina ali upravlja ga i svojata i Tajvan. | Licheng Fengze Luojiang Quangang Hui'an okrug Anxi okrug Yongchun okrug Dehua County Shishi (grad) Jinjiang (grad) Nan'an (grad) Kinmen* okrug Bilješka: Kinmen svojata Kina ali upravlja ga i svojata i Tajvan. | Licheng Fengze Luojiang Quangang Hui'an okrug Anxi okrug Yongchun okrug Dehua County Shishi (grad) Jinjiang (grad) Nan'an (grad) Kinmen* okrug Bilješka: Kinmen svojata Kina ali upravlja ga i svojata i Tajvan. | Licheng Fengze Luojiang Quangang Hui'an okrug Anxi okrug Yongchun okrug Dehua County Shishi (grad) Jinjiang (grad) Nan'an (grad) Kinmen* okrug Bilješka: Kinmen svojata Kina ali upravlja ga i svojata i Tajvan. | Licheng Fengze Luojiang Quangang Hui'an okrug Anxi okrug Yongchun okrug Dehua County Shishi (grad) Jinjiang (grad) Nan'an (grad) Kinmen* okrug Bilješka: Kinmen svojata Kina ali upravlja ga i svojata i Tajvan. | Licheng Fengze Luojiang Quangang Hui'an okrug Anxi okrug Yongchun okrug Dehua County Shishi (grad) Jinjiang (grad) Nan'an (grad) Kinmen* okrug Bilješka: Kinmen svojata Kina ali upravlja ga i svojata i Tajvan. | Shishi (grad)     | 石狮市 | Shíshī Shì    | Chio̍h-sai-chhī | 189,21         | 636.700            | 3.365             |
| Licheng Fengze Luojiang Quangang Hui'an okrug Anxi okrug Yongchun okrug Dehua County Shishi (grad) Jinjiang (grad) Nan'an (grad) Kinmen* okrug Bilješka: Kinmen svojata Kina ali upravlja ga i svojata i Tajvan. | Licheng Fengze Luojiang Quangang Hui'an okrug Anxi okrug Yongchun okrug Dehua County Shishi (grad) Jinjiang (grad) Nan'an (grad) Kinmen* okrug Bilješka: Kinmen svojata Kina ali upravlja ga i svojata i Tajvan. | Licheng Fengze Luojiang Quangang Hui'an okrug Anxi okrug Yongchun okrug Dehua County Shishi (grad) Jinjiang (grad) Nan'an (grad) Kinmen* okrug Bilješka: Kinmen svojata Kina ali upravlja ga i svojata i Tajvan. | Licheng Fengze Luojiang Quangang Hui'an okrug Anxi okrug Yongchun okrug Dehua County Shishi (grad) Jinjiang (grad) Nan'an (grad) Kinmen* okrug Bilješka: Kinmen svojata Kina ali upravlja ga i svojata i Tajvan. | Licheng Fengze Luojiang Quangang Hui'an okrug Anxi okrug Yongchun okrug Dehua County Shishi (grad) Jinjiang (grad) Nan'an (grad) Kinmen* okrug Bilješka: Kinmen svojata Kina ali upravlja ga i svojata i Tajvan. | Licheng Fengze Luojiang Quangang Hui'an okrug Anxi okrug Yongchun okrug Dehua County Shishi (grad) Jinjiang (grad) Nan'an (grad) Kinmen* okrug Bilješka: Kinmen svojata Kina ali upravlja ga i svojata i Tajvan. | Jinjiang (grad)   | 晋江市 | Jìnjiāng Shì  | Chìn-kang-chhī | 721,64         | 1.986.447          | 2.753             |
| Licheng Fengze Luojiang Quangang Hui'an okrug Anxi okrug Yongchun okrug Dehua County Shishi (grad) Jinjiang (grad) Nan'an (grad) Kinmen* okrug Bilješka: Kinmen svojata Kina ali upravlja ga i svojata i Tajvan. | Licheng Fengze Luojiang Quangang Hui'an okrug Anxi okrug Yongchun okrug Dehua County Shishi (grad) Jinjiang (grad) Nan'an (grad) Kinmen* okrug Bilješka: Kinmen svojata Kina ali upravlja ga i svojata i Tajvan. | Licheng Fengze Luojiang Quangang Hui'an okrug Anxi okrug Yongchun okrug Dehua County Shishi (grad) Jinjiang (grad) Nan'an (grad) Kinmen* okrug Bilješka: Kinmen svojata Kina ali upravlja ga i svojata i Tajvan. | Licheng Fengze Luojiang Quangang Hui'an okrug Anxi okrug Yongchun okrug Dehua County Shishi (grad) Jinjiang (grad) Nan'an (grad) Kinmen* okrug Bilješka: Kinmen svojata Kina ali upravlja ga i svojata i Tajvan. | Licheng Fengze Luojiang Quangang Hui'an okrug Anxi okrug Yongchun okrug Dehua County Shishi (grad) Jinjiang (grad) Nan'an (grad) Kinmen* okrug Bilješka: Kinmen svojata Kina ali upravlja ga i svojata i Tajvan. | Licheng Fengze Luojiang Quangang Hui'an okrug Anxi okrug Yongchun okrug Dehua County Shishi (grad) Jinjiang (grad) Nan'an (grad) Kinmen* okrug Bilješka: Kinmen svojata Kina ali upravlja ga i svojata i Tajvan. | Nan'an (grad)     | 南安市 | Nán'ān Shì    | Lâm-oaⁿ-chhī   | 2.035,11       | 1.418.451          | 697               |
| Licheng Fengze Luojiang Quangang Hui'an okrug Anxi okrug Yongchun okrug Dehua County Shishi (grad) Jinjiang (grad) Nan'an (grad) Kinmen* okrug Bilješka: Kinmen svojata Kina ali upravlja ga i svojata i Tajvan. | Licheng Fengze Luojiang Quangang Hui'an okrug Anxi okrug Yongchun okrug Dehua County Shishi (grad) Jinjiang (grad) Nan'an (grad) Kinmen* okrug Bilješka: Kinmen svojata Kina ali upravlja ga i svojata i Tajvan. | Licheng Fengze Luojiang Quangang Hui'an okrug Anxi okrug Yongchun okrug Dehua County Shishi (grad) Jinjiang (grad) Nan'an (grad) Kinmen* okrug Bilješka: Kinmen svojata Kina ali upravlja ga i svojata i Tajvan. | Licheng Fengze Luojiang Quangang Hui'an okrug Anxi okrug Yongchun okrug Dehua County Shishi (grad) Jinjiang (grad) Nan'an (grad) Kinmen* okrug Bilješka: Kinmen svojata Kina ali upravlja ga i svojata i Tajvan. | Licheng Fengze Luojiang Quangang Hui'an okrug Anxi okrug Yongchun okrug Dehua County Shishi (grad) Jinjiang (grad) Nan'an (grad) Kinmen* okrug Bilješka: Kinmen svojata Kina ali upravlja ga i svojata i Tajvan. | Licheng Fengze Luojiang Quangang Hui'an okrug Anxi okrug Yongchun okrug Dehua County Shishi (grad) Jinjiang (grad) Nan'an (grad) Kinmen* okrug Bilješka: Kinmen svojata Kina ali upravlja ga i svojata i Tajvan. | Hui'an okrug      | 惠安县 | Huì'ān Xiàn   | Hūiⁿ-oaⁿ-kūiⁿ  | 762,19         | 944.231            | 1.239             |
| Licheng Fengze Luojiang Quangang Hui'an okrug Anxi okrug Yongchun okrug Dehua County Shishi (grad) Jinjiang (grad) Nan'an (grad) Kinmen* okrug Bilješka: Kinmen svojata Kina ali upravlja ga i svojata i Tajvan. | Licheng Fengze Luojiang Quangang Hui'an okrug Anxi okrug Yongchun okrug Dehua County Shishi (grad) Jinjiang (grad) Nan'an (grad) Kinmen* okrug Bilješka: Kinmen svojata Kina ali upravlja ga i svojata i Tajvan. | Licheng Fengze Luojiang Quangang Hui'an okrug Anxi okrug Yongchun okrug Dehua County Shishi (grad) Jinjiang (grad) Nan'an (grad) Kinmen* okrug Bilješka: Kinmen svojata Kina ali upravlja ga i svojata i Tajvan. | Licheng Fengze Luojiang Quangang Hui'an okrug Anxi okrug Yongchun okrug Dehua County Shishi (grad) Jinjiang (grad) Nan'an (grad) Kinmen* okrug Bilješka: Kinmen svojata Kina ali upravlja ga i svojata i Tajvan. | Licheng Fengze Luojiang Quangang Hui'an okrug Anxi okrug Yongchun okrug Dehua County Shishi (grad) Jinjiang (grad) Nan'an (grad) Kinmen* okrug Bilješka: Kinmen svojata Kina ali upravlja ga i svojata i Tajvan. | Licheng Fengze Luojiang Quangang Hui'an okrug Anxi okrug Yongchun okrug Dehua County Shishi (grad) Jinjiang (grad) Nan'an (grad) Kinmen* okrug Bilješka: Kinmen svojata Kina ali upravlja ga i svojata i Tajvan. | Anxi okrug        | 安溪县 | Ānxī Xiàn     | An-khoe-kūiⁿ   | 2,983.07       | 977,435            | 328               |
| Licheng Fengze Luojiang Quangang Hui'an okrug Anxi okrug Yongchun okrug Dehua County Shishi (grad) Jinjiang (grad) Nan'an (grad) Kinmen* okrug Bilješka: Kinmen svojata Kina ali upravlja ga i svojata i Tajvan. | Licheng Fengze Luojiang Quangang Hui'an okrug Anxi okrug Yongchun okrug Dehua County Shishi (grad) Jinjiang (grad) Nan'an (grad) Kinmen* okrug Bilješka: Kinmen svojata Kina ali upravlja ga i svojata i Tajvan. | Licheng Fengze Luojiang Quangang Hui'an okrug Anxi okrug Yongchun okrug Dehua County Shishi (grad) Jinjiang (grad) Nan'an (grad) Kinmen* okrug Bilješka: Kinmen svojata Kina ali upravlja ga i svojata i Tajvan. | Licheng Fengze Luojiang Quangang Hui'an okrug Anxi okrug Yongchun okrug Dehua County Shishi (grad) Jinjiang (grad) Nan'an (grad) Kinmen* okrug Bilješka: Kinmen svojata Kina ali upravlja ga i svojata i Tajvan. | Licheng Fengze Luojiang Quangang Hui'an okrug Anxi okrug Yongchun okrug Dehua County Shishi (grad) Jinjiang (grad) Nan'an (grad) Kinmen* okrug Bilješka: Kinmen svojata Kina ali upravlja ga i svojata i Tajvan. | Licheng Fengze Luojiang Quangang Hui'an okrug Anxi okrug Yongchun okrug Dehua County Shishi (grad) Jinjiang (grad) Nan'an (grad) Kinmen* okrug Bilješka: Kinmen svojata Kina ali upravlja ga i svojata i Tajvan. | Yongchun okrug    | 永春县 | Yǒngchūn Xiàn | Éng-chhun-kūiⁿ | 1.445,8        | 452,217            | 313               |
| Licheng Fengze Luojiang Quangang Hui'an okrug Anxi okrug Yongchun okrug Dehua County Shishi (grad) Jinjiang (grad) Nan'an (grad) Kinmen* okrug Bilješka: Kinmen svojata Kina ali upravlja ga i svojata i Tajvan. | Licheng Fengze Luojiang Quangang Hui'an okrug Anxi okrug Yongchun okrug Dehua County Shishi (grad) Jinjiang (grad) Nan'an (grad) Kinmen* okrug Bilješka: Kinmen svojata Kina ali upravlja ga i svojata i Tajvan. | Licheng Fengze Luojiang Quangang Hui'an okrug Anxi okrug Yongchun okrug Dehua County Shishi (grad) Jinjiang (grad) Nan'an (grad) Kinmen* okrug Bilješka: Kinmen svojata Kina ali upravlja ga i svojata i Tajvan. | Licheng Fengze Luojiang Quangang Hui'an okrug Anxi okrug Yongchun okrug Dehua County Shishi (grad) Jinjiang (grad) Nan'an (grad) Kinmen* okrug Bilješka: Kinmen svojata Kina ali upravlja ga i svojata i Tajvan. | Licheng Fengze Luojiang Quangang Hui'an okrug Anxi okrug Yongchun okrug Dehua County Shishi (grad) Jinjiang (grad) Nan'an (grad) Kinmen* okrug Bilješka: Kinmen svojata Kina ali upravlja ga i svojata i Tajvan. | Licheng Fengze Luojiang Quangang Hui'an okrug Anxi okrug Yongchun okrug Dehua County Shishi (grad) Jinjiang (grad) Nan'an (grad) Kinmen* okrug Bilješka: Kinmen svojata Kina ali upravlja ga i svojata i Tajvan. | Dehua okrug       | 德化县 | Déhuà Xiàn    | Tek-hòe-kūiⁿ   | 2.209,48       | 277.867            | 126               |
| Licheng Fengze Luojiang Quangang Hui'an okrug Anxi okrug Yongchun okrug Dehua County Shishi (grad) Jinjiang (grad) Nan'an (grad) Kinmen* okrug Bilješka: Kinmen svojata Kina ali upravlja ga i svojata i Tajvan. | Licheng Fengze Luojiang Quangang Hui'an okrug Anxi okrug Yongchun okrug Dehua County Shishi (grad) Jinjiang (grad) Nan'an (grad) Kinmen* okrug Bilješka: Kinmen svojata Kina ali upravlja ga i svojata i Tajvan. | Licheng Fengze Luojiang Quangang Hui'an okrug Anxi okrug Yongchun okrug Dehua County Shishi (grad) Jinjiang (grad) Nan'an (grad) Kinmen* okrug Bilješka: Kinmen svojata Kina ali upravlja ga i svojata i Tajvan. | Licheng Fengze Luojiang Quangang Hui'an okrug Anxi okrug Yongchun okrug Dehua County Shishi (grad) Jinjiang (grad) Nan'an (grad) Kinmen* okrug Bilješka: Kinmen svojata Kina ali upravlja ga i svojata i Tajvan. | Licheng Fengze Luojiang Quangang Hui'an okrug Anxi okrug Yongchun okrug Dehua County Shishi (grad) Jinjiang (grad) Nan'an (grad) Kinmen* okrug Bilješka: Kinmen svojata Kina ali upravlja ga i svojata i Tajvan. | Licheng Fengze Luojiang Quangang Hui'an okrug Anxi okrug Yongchun okrug Dehua County Shishi (grad) Jinjiang (grad) Nan'an (grad) Kinmen* okrug Bilješka: Kinmen svojata Kina ali upravlja ga i svojata i Tajvan. | Kinmen okrug *    | 縣     | Jīnmén Xiàn   | Kim-mn̂g-kūiⁿ   | 153,011        | 127.723            | 830               |

## Stanovništvo
Prema nacionalnom popisu stanovništva NR Kine iz 2020. godine Quanzhou je imao 6.669.711 stanovnika.
Prošireno metropolitansko područje ima 8.782.285 stanovnka, što uključuje gradske distrikte Licheng, Fengze i Luojiang, gradove Jinjiang, Nan'an i Shishi, okrug Hui'an i Distrikt Quanzhou za Tajvanske investicije. Quanzhou je tako 12. po veličini metropolitansko područje Kine i najnaseljeniji dio pokrajine Fujian sa 781 osoba po kvadratnom kilometru (21,1% cijele pokrajine Fujian).

## Gospodarstvo
Quanzhou je ekonomski najmoćniji grad među gradovima na razini prefekture u Fujianu. 
Do kraja 2021. obujam izvoza robe iz Quanzhoua premašio je 200 milijardi juana (oko 31,5 milijardi američkih dolara), a BDP po glavi stanovnika 2019. god. je iznosio 114.067 juana (US$16.535).
U okrugu Quangang nalazi se rafinerija i petrokemijski kompleks tvrtke Fujian Petrochemical Company i ruskog Sinopeca. Na području kompleksa djeluju petrokemijska tvornica Fujian Refining & Petrochemical Company (zajednička tvrtka s ExxonMobil i Saudi Aramco) i tvornica za preradu plina Fujian Linde (zajednička tvrtka s njemačkim Linde plc).
Petrokemijski kompleks Sinochem Holdingsa nalazi se u okrugu Hui'an. U Quanzhouu su također smješteni proizvođači sportske opreme Anta Sports , Peak Sport Products i Hongxing Erke Sports Goods, proizvođači higijenskih uložaka i pelena Hengan International Group i Mega Soft Hygienic Products, prehrambena tvrtka Dali Foods Group i proizvođač sanitarija Joyou.
Quanzhou je važan centar za klesanje kamena, a na periferiji grada postoje kamenolomi, kao i bezbroj tvrtki koje se bave izradom ploča, kipova ili samo lijepog kamenja. Proizvode se i pločice, kojima su izvana obložene mnoge kuće u Kini. Kao rezultat toga, Quanzhou i okolno područje izloženi su vrlo visokim razinama prašine.

## Zbratimljeni gradovi
- Montreal Park  SAD (1994.)
- Urasoe  Japan (1987.)
- Neustadt an der Weinstraße  Njemačka (2010.)

## Vanjske poveznice
|  | Zajednički poslužitelj ima još gradiva o temi Quanzhou |

- Službene vladine stranice Quanzhoua  Arhivirana inačica izvorne stranice od 2. ožujka 2013. (Wayback Machine) (kin.) Pristupljeno 26, lipnja 2022.
- The Stones of Zayton speak  Arhivirana inačica izvorne stranice od 24. listopada 2013. (Wayback Machine), China Heritage Newsletter, No. 5, ožujak 2006. - pregled nekoliko knjiga o arheologiji Quanzhoua; rasprava o islamskim i kršćanskim arheološkim spomenicima (engl.) Pristupljeno 26, lipnja 2022.